# Viaduc d'Austerlitz
Viaduc d'Austerlitz (česky Slavkovský viadukt ) je viadukt přes řeku Seinu v Paříži, který využívá linka 5 pařížského metra. Slavkovský viadukt spojuje dvě stanice metra – stanici Gare d'Austerlitz umístěnou přímo pod střechou haly Slavkovského nádraží na levém břehu a stanici Quai de la Rapée na pravém břehu. Most byl pojmenován podle nádraží a odkazuje na bitvu u Slavkova. Od roku 1986 je chráněn jako historická památka.

## Historie
Most byl postaven v rámci zprovoznění linky 5 směrem na sever. Stavební práce byly zahájeny v listopadu 1903 a most byl otevřen v prosinci 1904.
Konstrukce mostu byla v roce 1936 posílena použitím 1 490 000 cm3 ocele, aby se umožnil průjezd těžších vozů.

## Architektura
Ocelový most má hlavní oblouk, na kterém je zavěšená paluba s kolejemi ve výšce 11 metrů nad hladinou řeky. Most je 75 metrů vysoký, 8,6 metrů široký a jeho oblouk má rozpětí 140 metrů, což byl rekord mezi pařížskými mosty do zprovoznění mostu Charlese de Gaulla. Architektem byl Jean Camille Formigé a na konstrukci se podíleli inženýři Fulgence Bienvenüe, Louis Biette a Maurice Koechlin. Po dokončení byl most opatřen sochami, jichž autorem je Gustave Michel.

## Umístění
| \| \| Umístění mostu \|      | \| \| Umístění mostu \| | \| \| Umístění mostu \|             |
| Most dole: Pont d'Austerlitz |                         | Most nahoře: Pont Charles-de-Gaulle |
| ---------------------------- | ----------------------- | ----------------------------------- |
|                              | Umístění mostu          |                                     |